# Eemil Nestor Setälä
Eemil Nestor Setälä (27 février 1864 à Kokemäki - 8 février 1935 à  Helsinki) est un homme politique et linguiste finlandais,.

## Biographie
Eemil Setälä est professeur de finnois et de littérature à l’université d'Helsinki de 1893 à 1929, et de l’université de Turku de 1926 jusqu’à sa mort. Il est le premier à publier des ouvrages linguistiques utilisant l’alphabet phonétique ouralien. En 1930, il fonde l’institut de recherche des langues ouraliennes Suomen suku.
Il est élu au parlement finlandais pour le Parti jeune finnois et le Parti de la coalition nationale, représentant le district électoral provincial de Turku et la province de Viipuri. Il est président du sénat de Finlande de septembre 1917 à novembre 1917, et brièvement chef de l’État par intérim en tant que président du Sénat.
Il est ministre de l’Éducation en 1925 et ministre des Affaires étrangères de 1925 à 1926.
Eemil Setälä est ambassadeur au  Danemark et en Hongrie de 1927 à 1930.

## Ouvrages
- Suomen kielen lauseoppi, 1880
- Munapoika, 1882
- Lauseopillinen tutkimus Koillis-Satakunnan kansankielestä, 1883
- Yhteissuomalaisten klusiilien historia, 1890 (thèse)
- Yhteissuomalainen äännehistoria I - II. Konsonantit, 1890–1891
- Sammon arvoitus: Isien runous ja usko: 1 (”Suomen suku” laitoksen julkaisuja. 1. Somistanut Kalle Carlstedt), Helsinki, Otava, 1932